# Джермейн Джонс
Джерме́йн Джонс (англ. Jermaine Jones; нар. 3 листопада 1981, Франкфурт-на-Майні) — німецький та американський футболіст, півзахисник Збірної Німеччини (2007-2008) та збірної США (з 2009). З січня 2014 півзахисник турецького клубу «Бешикташ» (Стамбул).

## Біографія та клубна кар'єра
Народився 3 листопада 1981 року в Франкфурті-на-Майні. Батько американський військовослужбовець армії США в ФРН афроамериканського походження, мати німкеня. В дитинстві жив в Чикаго (Іллінойс) та Грінвуді (Міссісіпі). Після розлучення батьків повернувся з матір'ю в Німеччину. Має німецьке і американське громадянства.
Вихованець футбольної школи клубу «Айнтрахт».
У дорослому футболі дебютував 2001 року виступами за «Айнтрахт», в якому виступав до 2003 року після чого перебрався в «Баєр 04», але закріпитися в складі «фармацевтів»  і вже за рік повернувся назад в «Айнтрахт», спочатку на правах оренди, а потім і підписавши повноцінний контракт.
Своєю грою за останню команду привернув увагу представників тренерського штабу клубу «Шальке 04», до складу якого приєднався влітку 2007 року. В команді був стабільним гравцем основної команди, проте після конфлікту з тренером Феліксом Магатом на початку 2011 року змушений був покинути команду, виступаючи до кінця сезону за англійський «Блекберн Роверз».
Повернувшись влітку в «Шальке», новий тренер команди Ральф Рангнік заявив, що дасть шанс Джермейну поборотися за місце в команді і вже незабаром Джонс знову став гравцем основи гельзенкірхенців.

## Виступи за збірні
У 2002—2003 роках виступав за молодіжну збірну Німеччини, за яку провів 8 ігор і забив три голи, а у 2004 році провів один матч за  другу збірну Німеччини.
2008 року дебютував в офіційних матчах у складі національної збірної Німеччини, провівши три матчі і навіть був включений Йоахімом Левом до розширеного списку кандидатів на Євро-2008, проте на турнір не поїхав.
У червні 2009 року Джонс заявив у ЗМІ що буде грати за національну збірну США після того, як стало відомо, що Йоахім Лев не має жодних планів щодо Джонса. Джермейн згідно з правилами ФІФА мав право стати гравцем збірної США, так як усі три його матчі за «бундестім» були товариськими, а батько мав американське громадянство. 20 жовтня 2009 перехід Джонса був схвалений ФІФА, проте довго дебютувати за «зірково-смугастих» Джермейн не міг через травму, пропустивши і ЧС-2010.
Лише в жовтні 2010 року Джонс був включений до складу збірної США на товариські проти збірних Польщі та Колумбії, в першому з яких і дебютував, віддавши результативну передачу Джозі Алтідору на 13-й хвилині.
У складі збірної був учасником розіграшу Золотого кубка КОНКАКАФ 2011 року у США, де разом з командою здобув «срібло». Саме на цьому турнірі, 19 червня, Джонс забив свій перший гол за збірну в матчі чвертьфіналу проти збірної Ямайки.
Наразі провів у формі головної команди країни 35 матчів, забивши 2 голи.

## Приватне життя
В 2007 році Джермейн Джонс одружився з Сарою Герт (Sarah Gerth), з якою він має п'ятеро дітей.
Джонс є хорошим другом футболістки та багаторазової чемпіонки Німеччини Штеффі Джонс, батько якої теж афроамериканський солдат, а мати німкеня. Вони є тезками по прізвищу, але не є родичами. Обидва починали грати в одному клубі СФ «Бонамес» (хоча і не в один і той же час)..

## Титули і досягнення
- Срібний призер Золотого кубка КОНКАКАФ: 2011